# Mithra Jin
Choi Jin (hangeul: 최진 ; hanja: 崔眞, né le 6 janvier 1983), plus communément connu par son nom de scène Mithra Jin (hangeul: 미쓰라 진), est un rappeur et auteur-compositeur sud-coréen. Il est le deuxième MC du groupe de hip-hop Epik High.

## Biographie
Mithra était à l'origine un poète qui travaillait également sur des textes de rap. Il a ensuite fait ses débuts dans un groupe nommé K-Ryders, qui était composé de J-Win, DJ D-Tones et Kyung Bin. K-Ryders a été actif sur la scène coréenne underground avant de se séparer en 2002 pour des raisons personnelles. Il a rencontré Tablo en rappant dans des parcs publics et à des lectures de poésie.
Le 3 août 2010, Mithra Jin est parti faire son service militaire obligatoire. Il a intégré la 102e réserve à Chuncheon, et a ensuite servi en tant que soldat d'infanterie puis en tant que soldat GOP, et enfin à la Defense Media Agency (DEMA). Il a été libéré par le Ministère de la Défense nationale à Yongsan-gu dans Séoul le 14 mai 2012.
Il a été révélé en 2012 que DJ Tukutz & Mithra Jin n'étaient plus signés sous Woollim Entertainment. Vers juin/juillet, des indices ont indiqué que le possible comeback d'Epik High se ferait dans la seconde moitié de l'année avec par exemple le Stock Report de YG Entertainment, un tweet d'un styliste disant qu'ils travaillaient sur des costumes pour le retour d'Epik High sous YG, et un tweet de Jerry K destiné à Tablo lui disant qu'il attendait le nouvel album du groupe. Le 25 juillet 2012, YG a officiellement annoncé qu'Epik High ferait son comeback avec l'album 99 en septembre, après un hiatus de trois ans.
Le 22 décembre 2014, on apprenait qu'il était en couple avec l'actrice Kwon Da-hyun.
Le 10 août 2015, il a été déclaré que Mithra Jin et Kwon Da-hyun allaient se marier début octobre.